# Mertensophryne nairobiensis
Mertensophryne nairobiensis es una especie de anfibios de la familia Bufonidae.
Es endémica de Kenia.